# Château d'Espérausses
Le château d'Espérausses ou château de la Barbacane est une ancienne maison-forte médiévale située à Espérausses, dans le Tarn (France).
Construit à partir du XIVe siècle et jusqu'au XVIIe siècle, il est le siège de la seigneurie d'Espérausses, possession des seigneurs puis des comtes de Castres à partir du XIIe siècle. Il tient son nom du rocher de la Barbacane, sur lequel il est construit. 

## La seigneurie d'Espérausses

### Origine
La seigneurie d'Espérausses apparaît bien avant le château éponyme. Son histoire est intimement liés à celle de la seigneurie de Castres : en effet, à partir du XIIe siècle, tous les seigneurs puis comtes de Castres sont aussi seigneurs d'Espérausses.

### Possessions successives
Elle appartient tout d'abord aux comtes de Toulouse, avant d'être obtenue par les vicomtes d'Albi issus de la puissante famille Trencavel. Quelque temps plus tard, les vicomtes de Lautrec entrent en possession de la seigneurie. 
Au XIIe siècle, lors de la croisade des albigeois, ils sont contraints de la céder à la famille de Montfort, en l'occurrence à Philippe Ier de Montfort, seigneur de Castres. Néanmoins, en 1300, le seigneur d'Espérausses et de Castres, Jean de Montfort, meurt sans héritier. Ses domaines sont alors hérités par le comte Jean V de Vendôme, marié à Éléonore de Montfort, sœur de Jean de Montfort. La seigneurie d'Espérausses subit le même sort et passe successivement entre les mains des descendants de Jean V, puis dans la maison de Bourbon, lors du mariage de Catherine de Vendôme à Jean Ier de Bourbon-La Marche en 1364. De nouveau, elle change de propriétaire en 1429, lorsqu'Éléonore de Bourbon épouse Bernard VIII d'Armagnac.
Au XVIIe siècle, lors des guerres de Religion, les habitants d'Espérausses sont majoritairement protestants. Les troupes menées par le maréchal de Thémines, capitaine catholique, détruisent la ville en l'incendiant, avant d'aller attaquer Viane. La plupart des habitations sont détruites, et le château lui-même, existant depuis le XIVe siècle, est grandement endommagé.

## Le château
Le château de la Barbacane est édifié à partir du XIVe siècle, sûrement sous l'impulsion de la famille de Vendôme, alors en possession de la seigneurie. Cette dernière possédait peut-être déjà une maison-forte, sur laquelle a été bâtie la nouvelle forteresse.
La construction du château s'étale jusqu'au XVIIe siècle[réf. souhaitée]. En effet, après avoir subi les guerres de Religion du siècle précédent, le château est ravagé et doit être largement reconstruit.

## Architecture
Le château d'Espérausses surplombe le village depuis le rocher de la Barbacane. Il se compose de trois corps de logis séparés et orientés du nord au sud. Ces trois bâtiments se distinguent par leurs différences de matériaux et de construction.
Le premier corps de logis se trouve au nord et se présente sous la forme d'un bâtiment rectangulaire s'élevant sur deux étages. Il est flanqué au sud par une large tour carrée, qui semble avoir été découronnée : elle possédait sûrement des créneaux. Cet édifice possède de nombreuses fenêtres à meneaux. 
Le second corps de logis se trouve au sud, et a été édifié en deux étapes distinctes, comme en témoigne une marque de reprise sur la façade. Il est flanqué au sud par une austère tour ronde, arasée au niveau du toit. Au nord, il possède une petite échauguette en encorbellement, elle aussi arasée. 

Le troisième corps de logis est accolé à l'arrière du second, et présente une porte d'entrée monumentale datant du XVIIe siècle et s'ouvrant du côté du rocher de la Barbacane[réf. souhaitée].

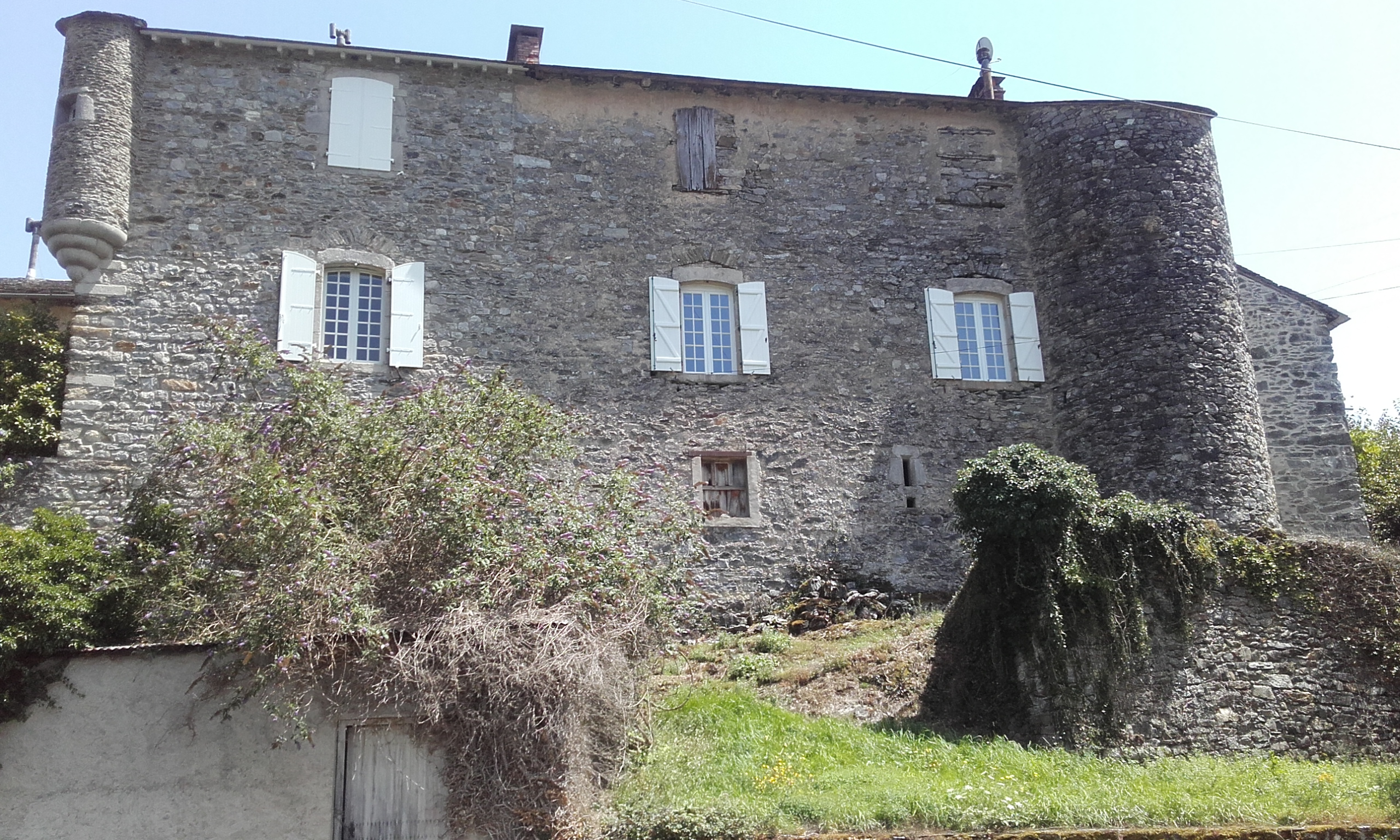
Vue générale du bâtiment sud
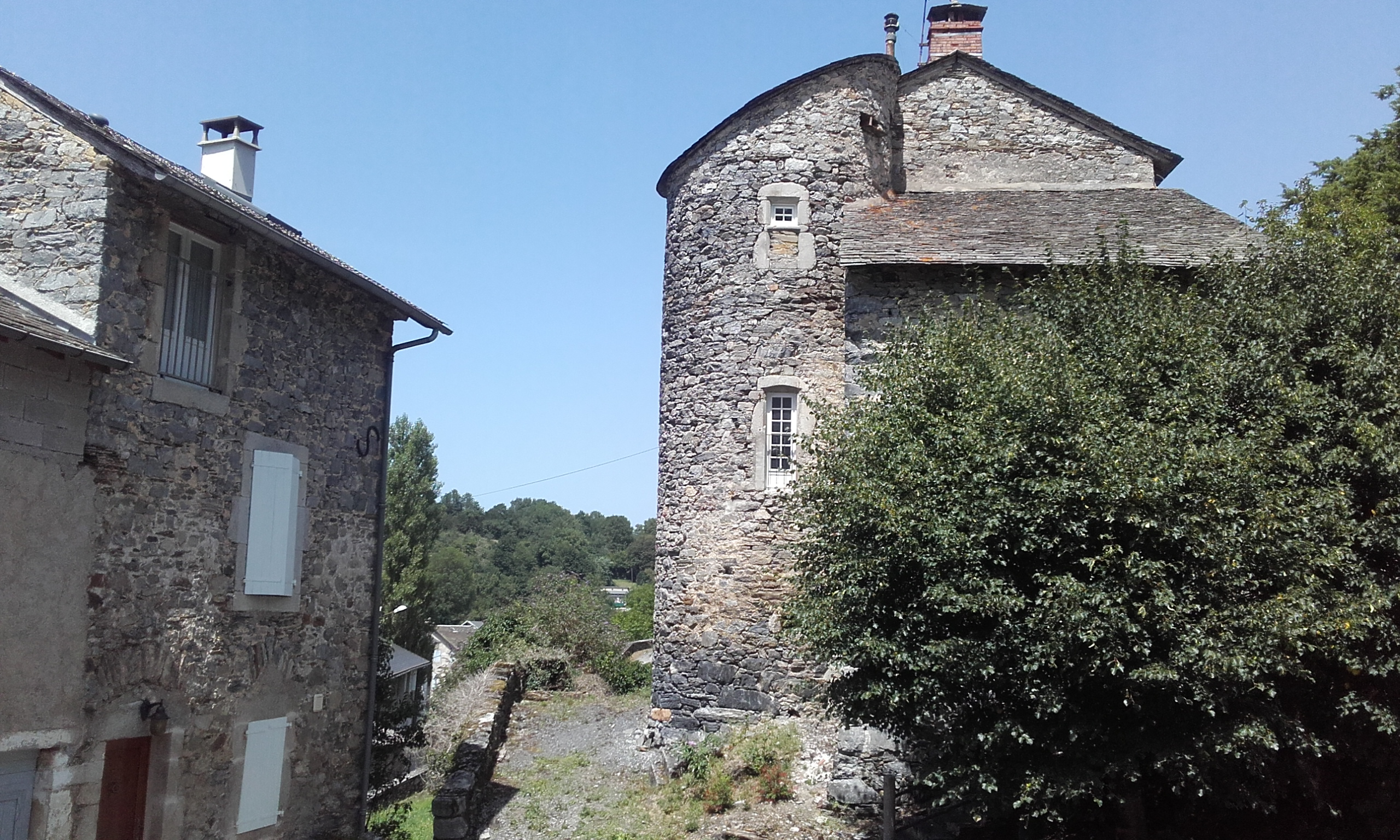
Bâtiment sud - façade sud

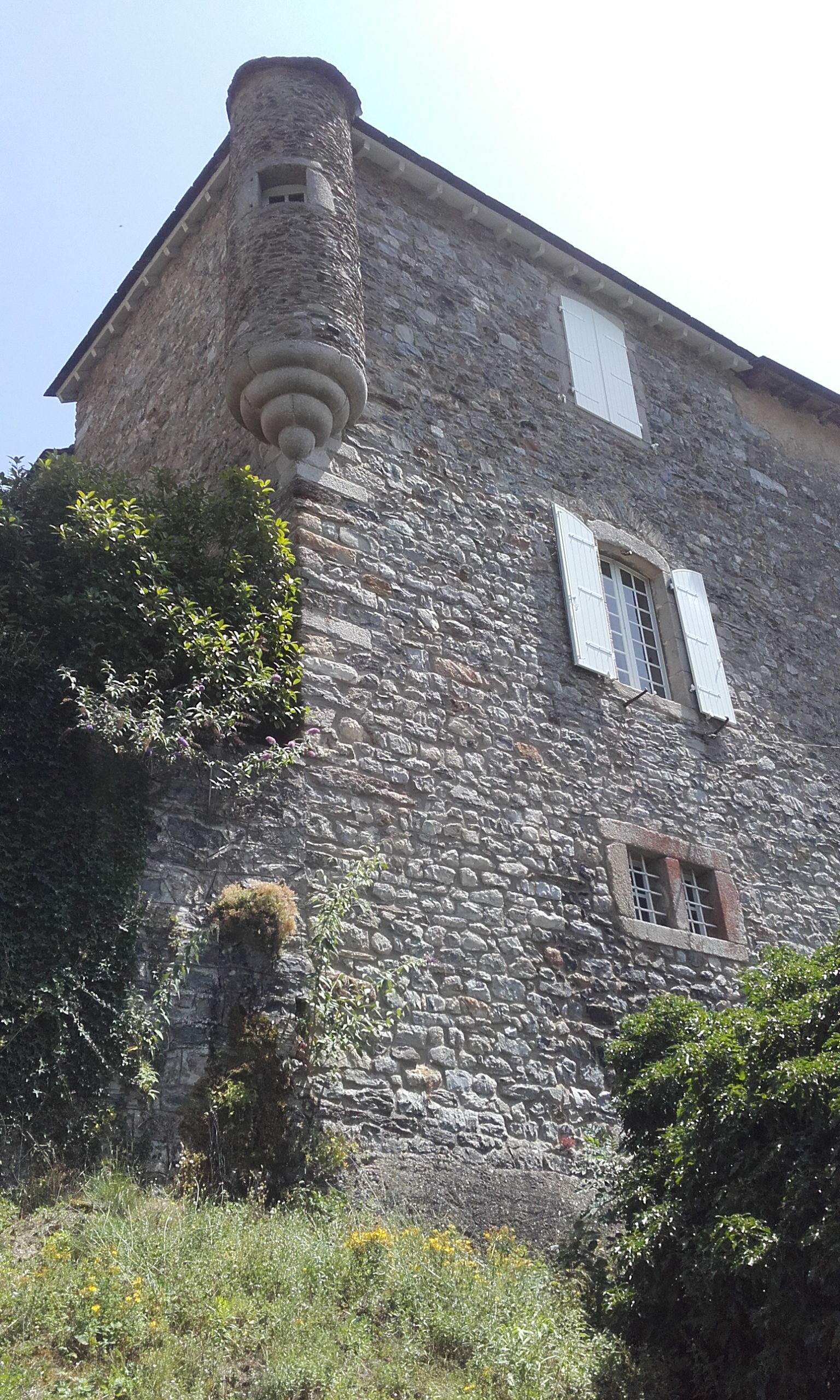
Bâtiment sud - échauguette
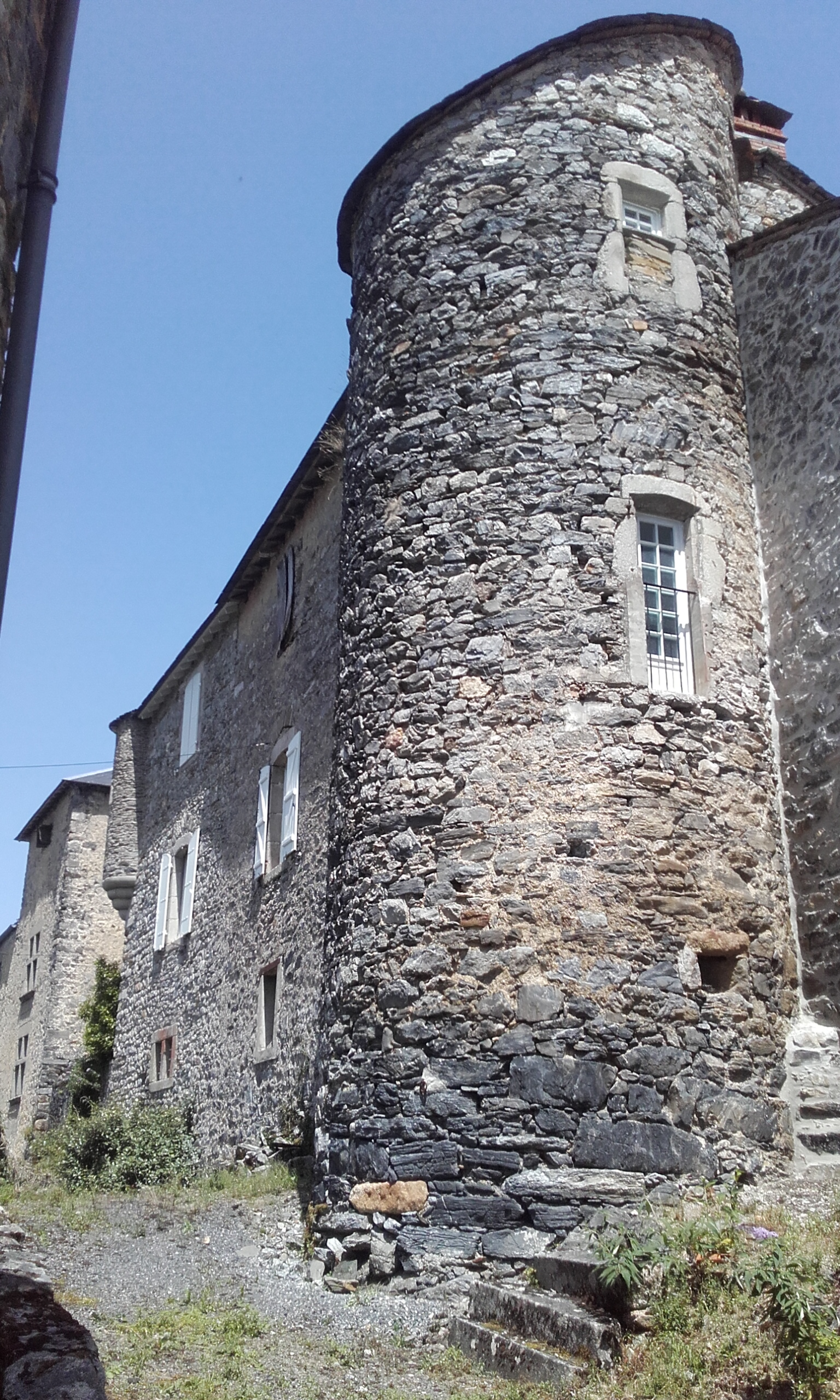
Bâtiment sud - tour
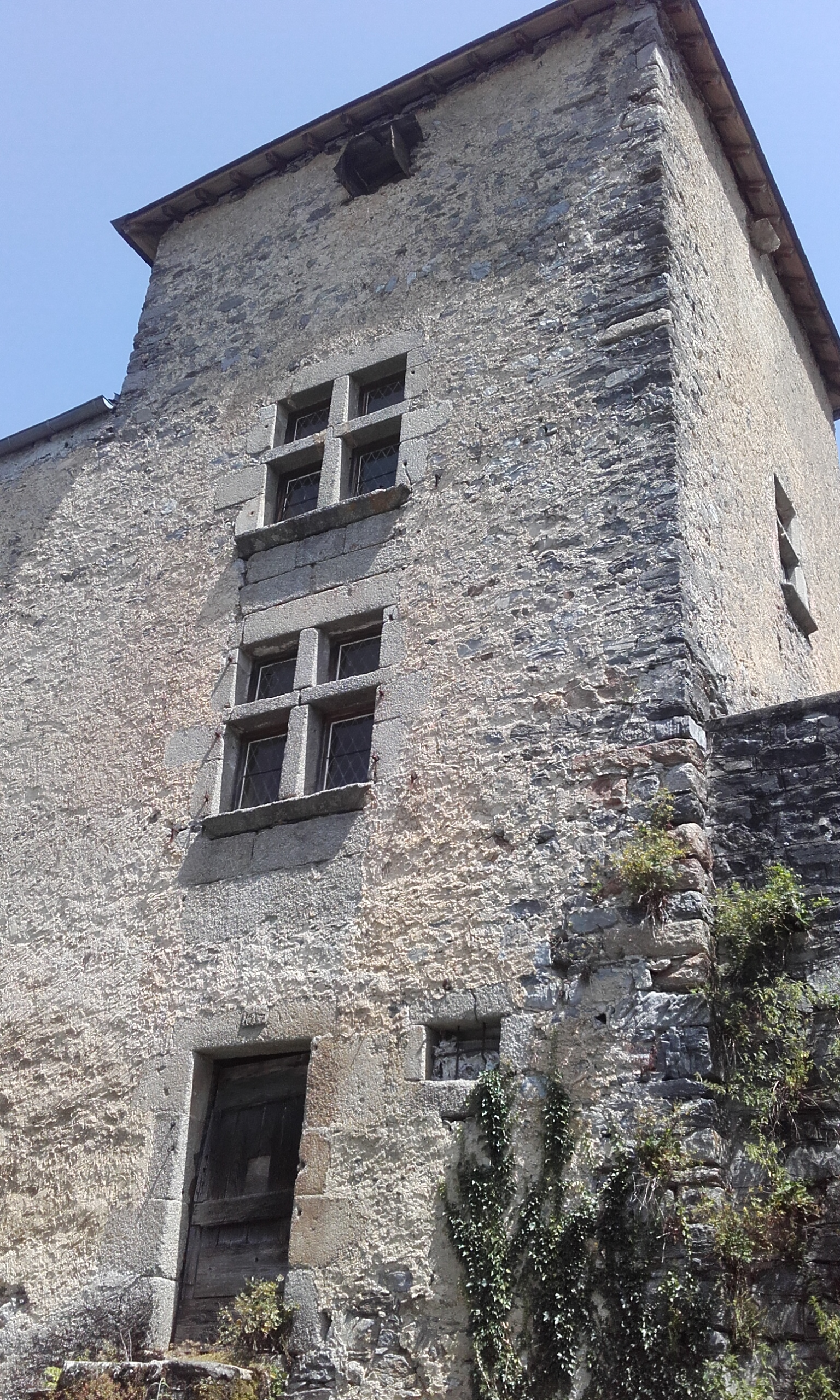
Bâtiment nord - tour